# Rallus longirostris
Rallus longirostris е вид птица от семейство Rallidae. Среща се в Южна Америка.

## Разпространение
Видът е разпространен в Бразилия, Венецуела, Гвиана, Еквадор, Колумбия, Перу, Суринам, Тринидад и Тобаго и Френска Гвиана.